# Prospekt Svobody (métro de Dnipro)
Prospekt Svobody – ou Проспект Свободи en ukrainien – est une station de métro à Dnipro, en Ukraine. Siturée sur la seule ligne du métro de Dnipro, entre Pokrovska à l'ouest et Zavodska  à l'est, elle est ouverte depuis le 29 décembre 1995.